# The Skiffle Sessions - Live in Belfast 1998
The Skiffle Sessions - Live in Belfast 1998 è un album dal vivo dei cantautori britannici Van Morrison, Lonnie Donegan e Chris Barber, pubblicato nel 2000.

## Tracce
1. It Takes a Worried Man – 3:40
2. Lost John – 3:33
3. Goin' Home – 3:08
4. Good Morning Blues – 2:52
5. Outskirts of Town – 4:20
6. Don't You Rock Me Daddy-O – 1:51
7. Alabamy Bound – 2:22
8. Midnight Special – 2:53
9. Dead or Alive – 2:33
10. Frankie and Johnny – 4:31
11. Goodnight Irene – 2:46
12. Railroad Bill – 1:57
13. Muleskinner Blues – 3:06
14. The Ballad of Jesse James – 3:07
15. I Wanna Go Home – 3:46